# Schafik Handal
Schafik Jorge Hándal Hándal (13 ou 14 octobre 1930 - 24 janvier 2006) est un homme politique salvadorien membre du Front Farabundo Martí de libération nationale, ancien candidat malheureux à la présidentielle de 2004 face à Elías Antonio Saca.

## Biographie
De 1959 à 1994, Handal est le secrétaire général du Parti communiste salvadorien. Ancien membre de la guérilla, Handal participe à l'unification des cinq mouvements d'opposition armée sous le nom de Frente Farabundo Martí para la Liberación Nacional (Front Farabundo Martí pour la libération nationale).
Après les Accords de Paix de Chapultepec en 1992, le FMLN se transforme en parti politique et Handal en assume le rôle de coordonnateur général. En 1997, Handal est élu à l'Assemblée nationale et y prend la tête du groupe FMLN.
Handal se présente à l'élection présidentielle salvadorienne du 21 juin 2004 et perd au second tour face à Elías Antonio Saca de l'Alianza Republicana Nacionalista ou ARENA par 36 % contre 58 % pour Tony Saca.
Handal est le descendant d'émigrés palestiniens, tout comme Elías Antonio Saca.